# Ромб Меркель

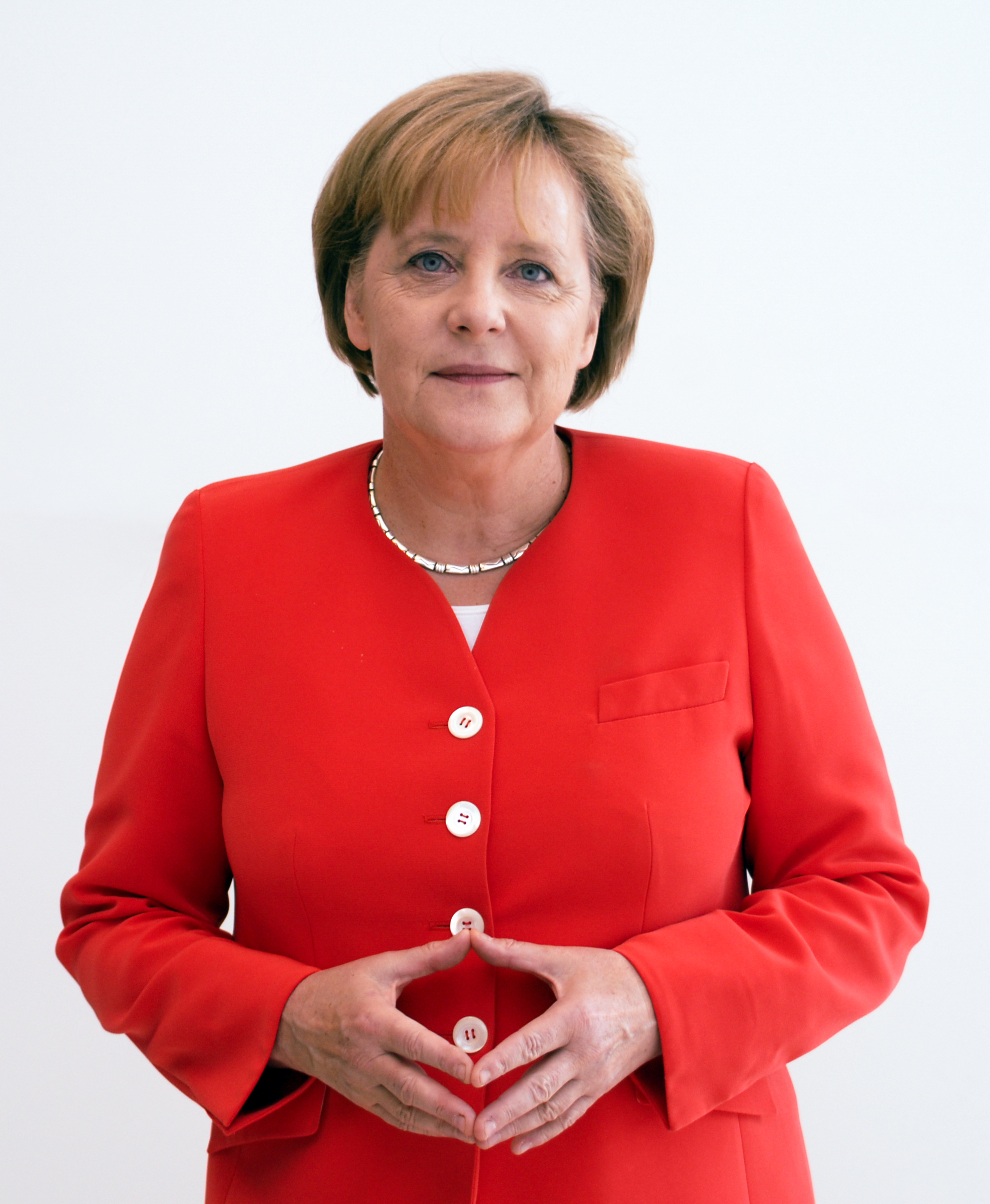
Ангела Меркель та її характерний жест.

Ромб Меркель (нім. Merkel-Raute), Діамант Меркель або Трикутник влади — характерний жест колишнього канцлера Німеччини Ангели Меркель, який утворюється складеними перед животом руками таким чином, щоб великі та вказівні пальці обох рук, з'єднавшись, утворили ромб. Цей жест є одним з найбільш впізнаваних в світі та є об'єктом багатьох жартів і політичної агітації.

## Історія
На питання про те, як саме з'явився цей жест і як він став її «фірмовим знаком», Ангела Меркель відповіла, що «для неї завжди стояло питання — що робити із руками, тому так і з'явився цей жест». Вона вибрала цей жест сама, без допомоги консультанта, «оскільки він має певну симетрію».

## Використання в політичній агітації

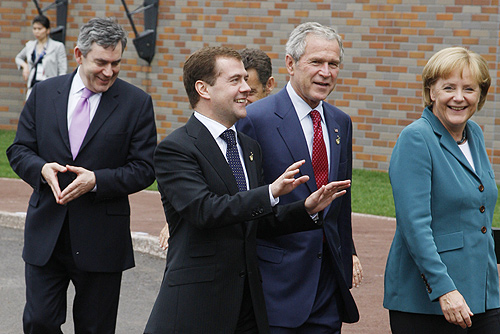
Тодішній Прем'єр-міністр Великої Британії Ґордон Браун (зліва) під час саміту G8 в 2008 році, повторює жест Меркель.

Цей стереотипний жест початково використовувався для висміювання Ангели Меркель та її уряду. Зокрема, він використовується коміками, які зображують її на сцені, разом із жакетами яскравих кольорів, які Меркель часто носить. Наприклад, в постановці опери Летючий Голландець в 2013 році на фестивалі Байрьот, ромб Меркель використовувався для критики капіталізму — він демонструвався як відмінний знак синхронної еліти банкірів і менеджерів.
Жест використовується також і власною партією Ангели Меркель — Християнсько-демократичним союзом. 2 вересня 2013 року на самому піку агітації перед виборами до Бундестагу, Християнсько-демократичний союз розмістив величезний банер, розміром приблизно 2400 квадратних метрів, із зображенням рук Ангели Меркель, складеними у ромб, на будівлі перед залізничною станцією Берлін-Головний. Це зображення, в свою чергу, було складено із 2150 менших зображень рук членів ХДС, також складених у вигляді ромбу. Поруч із зображенням був слоган «Майбутнє Німеччини в гарних руках» (нім. Deutschlands Zukunft in guten Händen). За словами голови виборчої кампанії ХДС Германа Грее, цей банер «чудово втілює наше передвиборче послання». Опозиційні політики критикували цей гігантський банер, назвавши його «жахливим культом особистості в кубинському стилі».
Окрім банера, ромб Меркель використовувався і в інших агітаційних кампаніях ХДС. Наприклад, Молодіжний союз, який є молодіжною організацією при ХДС, організовував флешмоби, під час яких люди ставали у коло та імітували ромб Меркель. Окрім того, вони випускали плакати із стилізованою версією ромба Меркель, під яким було написано «Зберігайте спокій та голосуйте за канцлера» (нім. Cool bleiben und Kanzlerin wählen). Це є відсилкою до британського плакату Keep Calm and Carry On.
Під час агітації перед виборами до Бундестагу в 2017 році був запущений сайт «Я підтримую Меркель» (нім. Ich unterstütze Merkel), який використовує лозунг «Я люблю ромб» та логотип у вигляді латинської літери «I», сердечка та стилізованого зображення ромба Меркель. На нього люди завантажували свої фотографії, на які був накладений вищеописаний логотип, цим демонструючи підтримку Ангели Меркель та ХДС на виборах.
Цей жест також іноді використовують деякі інші політичні діячі та відомі особи, наприклад Президент Сербії Александар Вучич або американський фінансист Джордж Сорос.

## Інтернет-мем
Після появи величезного банера в 2013 році, який агітував голосувати за ХДС, його зображення стало дуже популярним в інтернеті, особливо в соціальних мережах. Це зображення стало інтернет-мемом, особливо популярними стали зображення Монтгомері Бернса та Grumpy Cat, на які були накладені фотографії банера.
Також в середовищі ХДС в інтернеті був поширений смайл <>, який нагадує ромб Меркель. ХДС навіть організував конкурс у мережі Facebook, де користувачі, які залишили коментар з таким смайлом, могли виграти сумку із зображення, яке було на передвиборчому банері. Пізніше з'явився дворядковий смайл, який зображував ромб Меркель:
(-_-)

-<>-